# Бузет (генерал)
Бузет (на латински: Bouzes, Buzes; на старогръцки: Βούζης; 528 – 556 г.) е византийски военачалник през 6 век, който по времето на император Юстиниан I (527 – 565) участва във войните против сасанидите.
Бузет е по рождение тракиец. Той е син на бунтовника Виталиан (военачалник и консул 520 г.). Вероятно и той, както баща си, е роден в Залдаба, в Долна Мизия (днес Абрит или Шумен в североизточна България). Според Прокопий той е брат на военачалниците Кутзис и Венил и братовчед или брат на Йоан. Негова сестра е майка на Домненциол.
През 528 г. той е dux на Phoenice Libanensis (заедно с брат си Кутзис). Бузет е стациониран в Палмира, а Кутзис в Дамаск. Там двамата имат поражение от сасанидите. По време на битката при Дара (юни 530) той е командир на кавалерията заедно с Фарас Херулеца. През 531 г. Бузет е стациониран в Амида и понеже е болен не участва в битката при Калиникум (19 април 531) и изпраща племенника си Домненциол с войска в Абхгарсат. Домненциол е взет в плен и откаран в Сасанидското царство и освободен през 532 г. През септември/октомври 531 г. Бузет, Кутзис и Бесас заедно са коменданти на гарнизона в Мартирополис. През 539 г. той е след умрелия Ситас главнокомандващ на Римска Армения.
През 540 г. император Юстиниан I номинира Велизарий и Бузет заедно за magister militum per Praetorian prefecture Orientem на Изток. Бузет трябва да контролира територията между Ефрат и персийската граница.
През пролетта 540 г. отново избухват боевете с персийските сасаниди на цар Хосров I Ануширван. Бузет има на разположение само малка локална войска и се оттегля в Хиераполис.
Теодора I затваря Бузет за две години и четири месеца (542 – 545) в мазето под женските стаи на императорския дворец.
През пролетта 549 г. Бузет е изпратен отново на боеве. Той ръководи (заедно с Араций, Константиан и Йоан) войска от 10.000 кавалеристи на Север, за да помага на лангобардите против гепидите. През 556 г. Бузет е изпратен да защитава Несус (малък остров в река Фазис). След това в източниците не се пише за него.